# 藤江崹一
藤江 崹一（ふじえ ていいち、1889年（明治22年）2月12日 - 没年不明）は、昭和時代前期の朝鮮総督府官僚。馬山府尹。

## 経歴
静岡県磐田郡見付町（磐田町を経て現磐田市）出身。1916年（大正5年）法政大学法科を卒業し税務所属となる。ついで大蔵省属、大阪府属を経て、朝鮮総督府属となり、1929年（昭和4年）12月、平安南道大同郡守に就任する。1934年（昭和9年）6月、京城府学務課長に転じ、1936年（昭和11年）7月30日、馬山府尹となった。1942年（昭和17年）10月、退官し、大日本婦人会朝鮮本部総務部長兼厚生部長に就任した。